# Matrimonio a la italiana (película de 1964)
Matrimonio a la italiana (Matrimonio all'italiana) es la vigésima tercera película de Vittorio De Sica, candidata al Óscar en 1964, basada en la obra de teatro Filomena Marturano, de Eduardo De Filippo.
Es la segunda de las tres películas dirigidas por De Sica que tiene como protagonistas a la pareja de gran éxito cinematográfico formada por Sophia Loren y Marcello Mastroianni.

## Sinopsis
Durante la Segunda Guerra Mundial, en Nápoles, Filomena Marturano (Sophia Loren) no encuentra cómo ganarse la vida, así que trabaja en un prostíbulo, y ahí conoce a Domenico Soriano (Marcello Mastroianni), quien la lleva a vivir con él.

## Reparto
- Sophia Loren: Filomena Marturano
- Marcello Mastroianni: Domenico Soriano
- Aldo Puglisi: Alfredo
- Tecla Scarano: Rosalía
- Marilù Tolo: Diana
- Gianni Ridolfi: Umberto

## Premios
- 1964: Candidata al Óscar: Mejor película de habla no inglesa.
- 1964: Candidata al Oscar: Mejor actriz (Sophia Loren).
- 1964: Globos de Oro: Mejor película de habla no inglesa. 3 candidaturas.
- 1964: Premios David de Donatello: Mejores director, actor, actriz y productor.